# Wolfgang Boettcher
Wolfgang Boettcher (n. 30 ianuarie 1935, Berlin, Germania Nazistă – d. 24 februarie 2021, Berlin, Germania) a fost un violoncelist și profesor universitar german. A fost violoncelist principal al Filarmonicii din Berlin și un membru fondator al celor 12 violonceliști ai Filarmonicii din Berlin. Din 1976, a fost profesor la Hochschule für Musik Berlin. Din 1986 până în 1992 a fost director artistic al festivalului de muzică de cameră Sommerliche Musiktage Hitzacker.

## Viața și cariera
Născut la Berlin în 1935, mama lui Boettcher și-a cumpărat un violoncel pentru el de pe piața neagră. A studiat violoncelul la Hochschule für Musik Berlin cu Richard Klemm. În 1958 a câștigat premiul al II-lea la Concursul Internațional de Muzică ARD din München, împreună cu sora sa mai mare, pianista Mannheim Ursula Trede-Boettcher. A fost violoncelist al Filarmonicii din Berlin din 1958, devenind violoncelist principal în 1963. A cântat cu dirijori precum Sergiu Celibidache și Herbert von Karajan, violonistul Yehudi Menuhin și baritonul Dietrich Fischer-Dieskau, cântând la festivaluri precum Festivalul de la Salzburg, Festivalul de muzică de cameră Lockenhaus și în turnee de concerte în țări europene, Israel, Japonia și America de Sud.  Boettcher a fost membru fondator al ansamblului Cei 12 violonceliști ai Filarmonicii din Berlin și ai Cvartetului Brandis.
Din 1986 până în 1992, Boettcher a fost director artistic al Sommerliche Musiktage Hitzacker. A programat un repertoriu larg de muzică de cameră, de la muzică medievală la muzică contemporană, cu accent pe compozitorii care au fost interziși în timpul regimului nazist. În 1990, a fost solist în premiera mondială a concertului pentru violoncel al lui Giselher Klebe, compus pentru el, cu Filarmonica dirijată de Daniel Barenboim. Compozitorii Aribert Reimann, Hans Vogt și alții au scris, de asemenea, muzică pentru el. Compozitori precum: Henri Dutilleux, György Ligeti și Witold Lutoslawski au apreciat interpretarea sa a operelor lor. 
În 1976, Boettcher a fost numit profesor la Hochschule der Künste Berlin, acumUniversitatea de Arte din Berlin, unde a predat generații de violoncheliști, inclusiv Jan Diesselhorst, care era și membru al Filarmonicii și 12 Violoncellisti,  de⁠(Wen-Sinn Yang)[Yang&page=de&targettitle=de traduceți] și Dietmar Schwalke. De asemenea, a predat la Carl Flesch Akademie Baden-Baden timp de 22 de ani.  A devenit membru al Bayerische Akademie der Schönen Künste în 1988,  și a fost președinte al concursului de violoncel al Grand Prix Emanuel Feuermann. 
Împreună cu cele două surori ale sale, pianista Ursula și violonista Marianne, Boettcher a format un trio de pian care a continuat să susțină concerte chiar și la bătrânețe. Era căsătorit cu Regina Vollmar, nepoata nașului său Eberhard Preußner. Cuplul a avut un fiu și patru fiice, inclusiv actrița de⁠(Anna Böttcher)[Böttcher&page=de&targettitle=de traduceți].
Boettcher a decedat la Berlin, în data de 24 februarie 2021, la vârsta de 86 de ani.

## Publicații
- cu Winfried Pape: Das Violoncello - Geschichte, Bau, Technik, Repertoriu. [7] Schott, Mainz 1996. A doua ediție revizuită din 2005, ISBN: 3-7957-0283-6 .